# Boscaler de Taliabu
El boscaler de Taliabu (Locustella portenta) és una nova espècie d'ocell de la família dels locustèl·lids (Locustellidae), descrita el 2020. És endèmic de l'illa de Taliabu (Indonèsia). Habita els boscos tropicals i subtropicals de frondoses humits de l'estatge montà. El seu estat de conservació es considera vulnerable.